# Kiyozawa Manshi

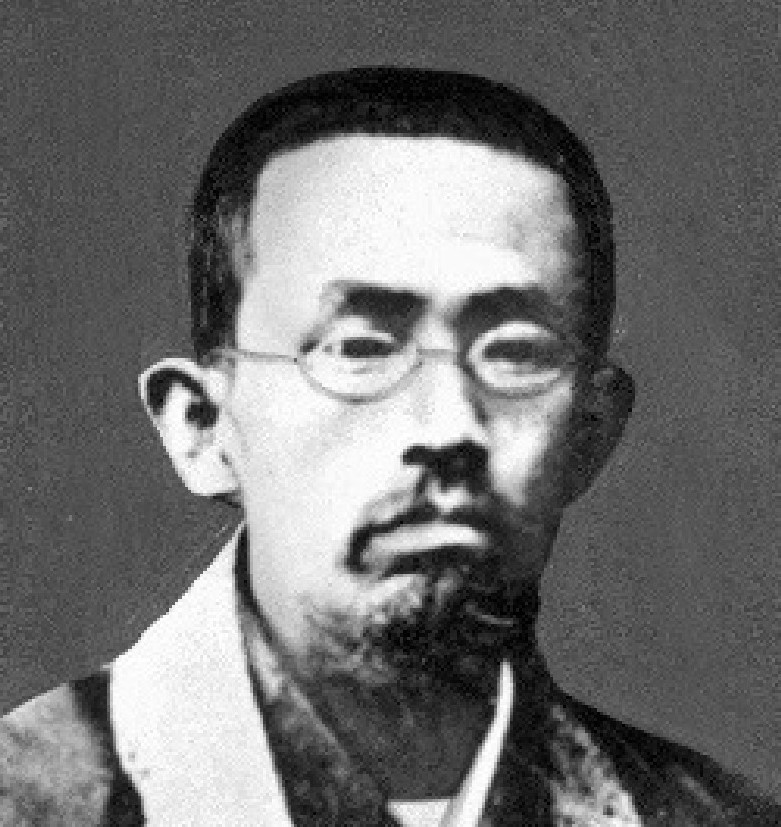
Kiyozawa Manshi

Kiyozawa Manshi (japanisch 清澤 満之; geboren 10. August 1863 in Nagoya (Präfektur Aichi); gestorben 6. Juni 1903) war ein japanischer buddhistischer Priester und Philosoph.

## Leben und Wirken
Kiyozawa Manshi war der Sohn des niederen Samurai Tokunaga Naganori (徳永 永則) des Owari-Han. Nachdem er 1878 seine Weihe als Mitglied der Ōtani-Schule erhalten hatte, besuchte er die  Ikueikyō-Schule (育英教学校) des Tempels Higashi Hongan-ji ein. 1882 wurde er vom Higashi Hongan-ji an der Universität Tokio gesandt, an der er das Grundstudium der Philosophie absolvierte und es an der Graduiertenschule fortsetzte. Als Stipendiat und immer mit den besten Noten beteiligte er sich an der von Inoue Enryō (1858–1919) gegründeten „Society of Philosophy“ (哲学会, Tetsugakkai) und war an der Herausgabe des „The Society of Philosophy Magazine“ (哲学会雑誌. Tetsugakkai zasshi) beteiligt.
1888 wurde Kiyozawa auf Wunsch des Higashi Hongan-ji Rektor der „Kyōto Prefectural Ordinary Junior High School“ (京都府尋常中学校, Kyōtofu jinjō chūgakkō), die von Tempel eingerichtet worden war. In dem Jahr heiratete er Yasuko (やす子) und übernahm den zur Ōtani-Richtung gehörenden Tempel Saihō–ji (西方寺) in Ōhama in der Präfektur Aichi. Ungefähr zu dieser Zeit gab er mit seinen Freunden gegenüber den Vorgesetzten eine Erklärung ab, dass die Bildung am Higashi-Hongan-ji reformiert werden müsse. Er selbst begann ein äußerst strenges Leben als Umsetzung der eigenen Religionsphilosophie. 1895 erkrankte er an Tuberkulose und benötigte ärztliche Behandlung.
1896 schlug Kiyozawa eine Reform des Higashi Hongan-ji mit Schwerpunkt Richtung Bildung vor, errichtete eine Basis im Ortsteil Shirakawa, Kyōto. Er veröffentlichte „Kyokai Jigen“ (教界時言) – etwa „Zeitgemäßes Wort zur Religionswelt“ – und versuchte so, die Bewegung voranzubringen. Aber Reformen wurden von den Tempel-Oberen abgelehnt. 1900, als der Higashi-Hongan-ji den Betrieb der Shinshū-Universität (真宗大学), der heutigen Ōtani-Universität, beantragte, wurde er als Präsident vorgeschlagen. Er nahm 1902 das Amt an, nachdem ihm die Erfüllung seiner Bedingungen, wie Umzug der Universität nach Tokio und Nichteingreifen des Higashi Hongan-ji, zugesagt worden waren. Er strebte eine ideale Ausbildung an, verließ aber im folgenden Jahr aufgrund der Schulunruhen die Schule.
Während dieser Zeit, im Jahr 1900, begann Kiyozawa ein Gemeinschaftsleben mit Tada Kanae (多田 鼎; 1875–1937), Sasaki Gessho (佐々木月樵; 1875–1926), Akegarasu Haya (暁烏敏; 1877–1954) und anderen. Er nannte die Unterkunft „Kōkō-dō“ (浩々洞) – etwa „Weitläufige Höhle“ – und gab die Zeitschrift „Seishin-kai“ (精神界) – „Spirituelle Welt“ heraus, um den „Spiritualismus“ (精神主義, Seishin shugi) zu fördern. Obwohl „Spiritualismus“ als religiöse Bewegung zur Etablierung moderner buddhistischer Überzeugungen hoch angesehen war, wurde dieser als „Logik der Unterordnung“ (従属の論理, Jūzoku no ronri) kritisiert, weil er die gesellschaftliche Realität unter dem modernen Kaisersystem bedingungslos bejahte.
Kiyozawa starb im Alter von 39 Jahren an Tuberkulose. 1892 verfasste er „Shūkyō tetsugaku gaikotsu“ (宗教哲学骸骨) – „Religion, Philosophie, eine Übersicht“ – und danach viele weitere Bücher. Seine Schriften sind zusammengefasst in „Kiyozawa Manshi zensho“ (清沢満之全集), 8 Bände.
2004 wurde am Tempel Tempel Saihō–ji zum 100. Todestag das Gedächtnismuseum „Kiyozawa Manshi kinenkan“ (清沢満之記念館) eröffnet.